# Андрієвське сільське поселення (Темниковський район)
Андрі́євське сільське поселення (рос. Андреевское сельское поселение) — муніципальне утворення у складі Темниковського району Мордовії, Росія. Адміністративний центр — присілок Андрієвка.

## Історія
Станом на 2002 рік існували Андрієвська сільська рада (присілки Андрієвка, Козловка) та Мітряловська сільська рада (село Мітряли, присілки Нове Авкіманово, Старе Авкіманово, Чумартово, селище Торфорозроботки).
19 травня 2020 року ліквідоване Мітряловське сільське поселення (село Мітряли, присілки Нове Авкіманово, Старе Авкіманово, Чумартово, селище Торфорозроботки) було включено до складу Андрієвського сільського поселення.

## Населення
Населення — 976 осіб (2019, 1318 у 2010, 1663 у 2002).

## Склад
До складу поселення входять такі населені пункти:
| Населений пункт            | Населення, осіб (2002) | Населення, осіб (2010) |
| -------------------------- | ---------------------- | ---------------------- |
| Андрієвка, присілок        | 758                    | 654                    |
| Козловка, присілок         | 34                     | 35                     |
| Мітряли, село              | 320                    | 272                    |
| Нове Авкіманово, присілок  | 222                    | 161                    |
| Старе Авкіманово, присілок | 76                     | 27                     |
| Торфорозроботки, селище    | 22                     | 10                     |
| Чумартово, присілок        | 231                    | 159                    |